# Handwritten (Shawn Mendes)
Handwritten is het debuutalbum van de Canadese zanger Shawn Mendes en werd op 14 april 2015 uitgebracht door Island Records. Het album kwam de Billboard 200 binnen op de nummer-1 positie en werd binnen één dag tijd 106.000 keer verkocht. De single "Stitches" behaalde de top 5 in de Billboard Hot 100 en de nummer 1-positie in de UK Singles Chart. 

## Achtergrondinformatie
Nadat Mendes een contract had ondertekend bij Island Records in juni 2014, bracht hij zijn debuutnummer "Life of the Party" uit. Het nummer behaalde de 24e plek in de Billboard Hot 100. Na het uitbrengen van zijn eerste single, kwam zijn eerste ep uit, The Shawn Mendes EP. Op 27 januari 2015 maakte Mendes de titel uit van zijn debuutalbum en het vooruitbestellen van het album was mogelijk op 2 februari 2015.

## Singles
"Life of the Party" kwam uit als het debuutnummer van het album op 26 juni 2014. De bijhorende videoclip verscheen op 10 maart 2015.
"Something Big" is de tweede officiële single van het album en werd op 7 november 2014 uitgebracht. De officiële videoclip kwam uit op 11 november 2014 op zijn Vevo-account.
"Stitches" kwam uit als de derde single van het album op 5 mei 2015. Het nummer kwam de Billboard Hot 100 binnen op de 89e
plek op 13 juni 2015. Het nummer piekte uiteindelijk op de vierde plek en werd daarmee Mendes' eerste top 10-hit in de Verenigde Staten.

## Nummers
Handwritten - Standaard editie
| Nr.                  | Titel                         | Schrijver(s)                                              | Producent(en)                   | Duur |
| -------------------- | ----------------------------- | --------------------------------------------------------- | ------------------------------- | ---- |
| 1.                   | "Life of the Party"           | Ido Zmishlany, Scott Harris                               | Zmishlany                       | 3:35 |
| 2.                   | "Stitches"                    | Daniel Parker, Teddy Geiger, Daniel "Daylight" Kyriakides | Daylight, Geiger, Parker        | 3:27 |
| 3.                   | "Never Be Alone"              | Shawn Mendes, Harris, Martin Terefe, Glen Scott           | Terefe                          | 3:36 |
| 4.                   | "Kid in Love"                 | Mendes, Zmishlany, Harris                                 | Zmishlany, Terefe               | 3:46 |
| 5.                   | "I Don't Even Know Your Name" | Mendes, Harris, Terefe, Geoffrey Warburton                | Terefe                          | 3:00 |
| 6.                   | "Something Big"               | Mendes, Zmishlany, Harris                                 | Zmishlany                       | 2:41 |
| 7.                   | "Strings"                     | Mendes, Harris, Emily Warren                              | Louis Biancaniello, Sam Watters | 3:11 |
| 8.                   | "Aftertaste"                  | Mendes, Harris, Warren                                    | Biancaniello, Watters           | 2:50 |
| 9.                   | "Air" (met Astrid S)          | Harris, Warren                                            | Craven J, Harris                | 3:14 |
| 10.                  | "Crazy"                       | Mendes, Warburton, Terefe                                 | Mendes, Warburton               | 3:12 |
| 11.                  | "A Little Too Much"           | Mendes                                                    | Zmishlany                       | 3:07 |
| 12.                  | "This Is What It Takes"       | Mendes, Warburton, Terefe, Zmishlany, Harris              | Terefe                          | 3:50 |
| Totale lengte: 39:29 |                               |                                                           |                                 |      |

Handwritten - Deluxe editie (bonustracks)
| Nr.                  | Titel           | Schrijver(s)                 | Producent(en)    | Duur |
| -------------------- | --------------- | ---------------------------- | ---------------- | ---- |
| 13.                  | "Bring It Back" | Mendes, Warburton, Terefe    | Terefe           | 2:40 |
| 14.                  | "Imagination"   | Mendes, Terefe, Scott        | terefe           | 3:38 |
| 15.                  | "The Weight"    | Mendes, Harris, Joshua Grant | Craven J, Harris | 3:05 |
| Totale lengte: 48:52 |                 |                              |                  |      |

Handwritten - iTunes deluxe editie (bonustrack)
| Nr.                  | Titel                            | Schrijver(s)      | Producent(en) | Duur |
| -------------------- | -------------------------------- | ----------------- | ------------- | ---- |
| 16.                  | "Life of the Party" (akoestisch) | Zmishlany, Harris | Zmishlany     | 3:14 |
| Totale lengte: 52:06 |                                  |                   |               |      |

## Data van uitgaves
| Land             | Releasedatum     | Versie                         | Formaat                        | Label  |
| ---------------- | ---------------- | ------------------------------ | ------------------------------ | ------ |
| Verenigde Staten | 14 april 2015    | Standaard-editie Deluxe editie | Cd, muziekdownload             | Island |
| Verenigde Staten | 20 november 2015 | Revisited                      | Cd, cd+dvd, lp, muziekdownload | Island |